# Dingle
För andra betydelser, se Dingle (olika betydelser).
Dingle är en tätort i Munkedals kommun i Västra Götalands län. Samhället har en järnvägsstation vid Bohusbanan. Tidigare gick E6 rakt genom samhället, men år 2000 invigdes den nya motorvägssträckan mellan Håby och Rabbalshede väster om Dingle. Här finns Vuxenutbildning och Gymnasieskolan Kunskapens hus samt Dinglegymnasiet AB och företaget New Wave Group.

## Historia[4]

### Etymologi
Ortnamnet Dingle åsyftar från början ån (Dinglebäcken) som rinner genom samhället, och namnet anses bildat till det fornsvenska verbet dingla som syftar på åns slingrande lopp.

### Äldre historia
Fornlämningar visar att människor bott och verkat i bygden alltsedan forntiden. Man har bland annat funnit halsringar av guld. Resultaten från de arkeologiska undersökningar som gjordes i samband med bygget av ny E6 visar att Dingleslätten med omnejd varit en rik och blomstrande bygd under brons- och järnåldern..

### Bondesamhället
Vid storskiftet 1753 i Dingle by var bebyggelsen samlad där Lantbruksskolan och Gammelgården nu är belägna. 1827 genomfördes enskiftet och byggnaderna flyttades till respektive ägolotter. 

### Järnvägen och bussarna
Bohusbanan, från Strömstad till Uddevalla, som blev färdig 1903, med en station i Dingle, betydde mycket för att det skulle bli en tätort här. Men det var framförallt under 1920-talet som samhället började växa upp med affärer, hotell, bagerier och kafé. På 1920-talet utfördes en rad vägbyggen som nödhjälpsarbeten genom Arbetslöshetskommissionen. Statens Järnvägar (SJ) ledde arbetet med dessa så kallade AK-vägar för att sedan starta busslinjer där. Den första busslinjen öppnades 1921 med anknytning till Bohusbanan i Dingle. Den gick till Kungshamn, som även kallas Gravarne. Något år senare blev vägen och därmed busslinjen till Fjällbacka klar och efter ytterligare några år till Hedekas och till Vassbotten, vid norska gränsen. Den första bussen var en tyskbyggd Daimler på 40 hästkrafter och plats för 12 passagerare. En öppen släpvagn kunde kopplas efter vid godstransporter. Bussen kördes av Gustaf Lundberg och Per Bohm. De fick ha varma kläder på sig vintertid eftersom chauffören satt utomhus.

### Småskola och folkskola
Den förste skolläraren i socknen anställdes 1845. Folkskolan i Folkesberg, söder om tätorten, byggdes 1869 och småskolan i Låghem, ute på Toseslätten, 1923. Skolbarnen gick varannan dag och det fanns en småskollärarinna och en folkskollärarinna. Ytterligare en småskollärare och en folkskollärare kom när en skola vårterminen 1944 startade i själva samhället, i ett tidigare bostadshus bredvid Lantmannaskolans ladugård, på södra sidan av kustvägen. Samma termin upphörde varannandags-skolgången. Inte förrän 1954 fick Dingle en Centralskola. Den invigdes av kung Gustaf VI Adolf när han besökte Dingle 1955.

### Lantmannaskolan och lanthushållsskolan
Lantmannaskolan i Dingle började 1921 sin verksamhet med sex månaders vinterkurser. Under sommarmånaderna bedrevs undervisning i lanthushåll tills lanthushållsskolan fick egna lokaler 1935. Under andra världskriget var staben för Arméns tredje fördelning förlagd till lantmannaskolan. Skolorna är numera ersatta av ett naturbruksgymnasium. 

### Mejeriet
Mejeriverksamhet börjades i Dingle på 1920-talet, då Neanders mejeri startades i en källare på en av gårdarna. År 1934 bildades en mejeriförening och man byggde ett nytt Dingle mejeri. Mejeriet är nu nedlagt.

### Sjukvård
1944 fick Dingle en centraldispensär samt folktandvård. Provinsialläkare kom till orten först 1951.

### Post, telefonstation och biograf
Poststation, som tidigare legat i Lågum, flyttades 1903 till Dingle och inrymdes i järnvägsstationen. Telefonstation fick Dingle 1912, biograf 1935 och en veterinärstation 1944.

### Befolkningsutveckling
| Befolkningsutvecklingen i Dingle 1960–2020 | Befolkningsutvecklingen i Dingle 1960–2020 | Befolkningsutvecklingen i Dingle 1960–2020 | Befolkningsutvecklingen i Dingle 1960–2020 | Befolkningsutvecklingen i Dingle 1960–2020 |
| ------------------------------------------ | ------------------------------------------ | ------------------------------------------ | ------------------------------------------ | ------------------------------------------ |
|                                            |                                            |                                            |                                            |                                            |
| År                                         |                                            |                                            | Folkmängd                                  | Areal (ha)                                 |
| 1960                                       | 1960                                       |                                            | 606                                        |                                            |
| 1965                                       | 1965                                       |                                            | 714                                        |                                            |
| 1970                                       | 1970                                       |                                            | 807                                        |                                            |
| 1975                                       | 1975                                       |                                            | 997                                        |                                            |
| 1980                                       | 1980                                       |                                            | 976                                        |                                            |
| 1990                                       | 1990                                       |                                            | 934                                        | 103                                        |
| 1995                                       | 1995                                       |                                            | 979                                        | 105                                        |
| 2000                                       | 2000                                       |                                            | 881                                        | 107                                        |
| 2005                                       | 2005                                       |                                            | 891                                        | 107                                        |
| 2010                                       | 2010                                       |                                            | 900                                        | 107                                        |
| 2015                                       | 2015                                       |                                            | 901                                        | 97                                         |
| 2020                                       | 2020                                       |                                            | 941                                        | 118                                        |
|                                            |                                            |                                            |                                            |                                            |

## Kända personer från Dingle
- Gunnar Eriksson, dirigent
- Anders Fogelin, konstnär
- Albert Fossum, spelman
- Torsten Jansson, entreprenör
- Niklas Larsson, spelman